# Luboš Plný
Luboš Plný (* 4. listopadu 1961, Česká Lípa) je český malíř a konceptuální umělec, řazený obvykle do art brut. Je zastoupen v řadě významných zahraničních i domácích sbírek. Jako jediný český výtvarník byl roku 2017 vybrán do mezinárodní expozice Viva Arte Viva! na 57. bienále umění v Benátkách. Žije a pracuje v Praze.

## Život
Luboš Plný se narodil v České Lípě jako jediné dítě rodičů zaměstnaných u Československých drah. Od dětství se věnoval kresbě, zajímala ho ale také anatomie, kterou studoval na pitvách mrtvých živočichů. Vyučil se elektrikářem na železničním učilišti v Nymburce. Roku 1983 nastoupil základní vojenskou službu. V důsledku prožívaného stresu začal trpět depresemi, poruchami spánku a halucinacemi; opakovaně porušoval disciplínu. Následně byl hospitalizován na psychiatrii, kde mu byla diagnostikována simplexní schizofrenie. Na jeho zdravotní stav měla negativní vliv i nevhodně zvolená farmakoterapie. Následujících šest let pracoval u Československých drah v severních Čechách a věnoval se silovému trojboji. Ve 27 letech mu byl přiznán invalidní důchod. Během pobytu v České Lípě učil výtvarnou výchovu na tamní LŠU a pohyboval se v okruhu místní neoficiální kultury.
Roku 1989 se přestěhoval do Prahy, kde v průběhu dalších let vystřídal řadu zaměstnání. Maloval cínové vojáčky, byl uklízečem v Domě módy, prodavačem v antikvariátu, kustodem v galerii Nová síň; absolvoval také hrobnický kurs (2004). Začal se hlouběji zajímat o příčiny svého onemocnění insomnií, studoval lékařskou literaturu a anatomické atlasy, účastnil se pitev. Jeho kresby z této doby sloužily jako určitá forma autoterapie.
Koncem 80. let se dvakrát neúspěšně pokusil o přijetí na Akademii výtvarných umění v Praze. Roku 1989 se zde nechal zaměstnat jako model v kursech figurálního kreslení s cílem získat do té doby neexistující titul „Akademický model“. Roku 2000 mu jej slavnostně udělil rektor AVU doc. Jiří T. Kotalík. Sám Plný k tomu uvádí: „Uvědomil jsem si, že než být průměrný umělec, raději budu nejlepší model.“ Přesto se průběžně stále věnoval vlastní umělecké práci.

### Ocenění
- 2021 první cena v kategorii kresba, Bienále současné kresby ve Skopje[6]

## Dílo

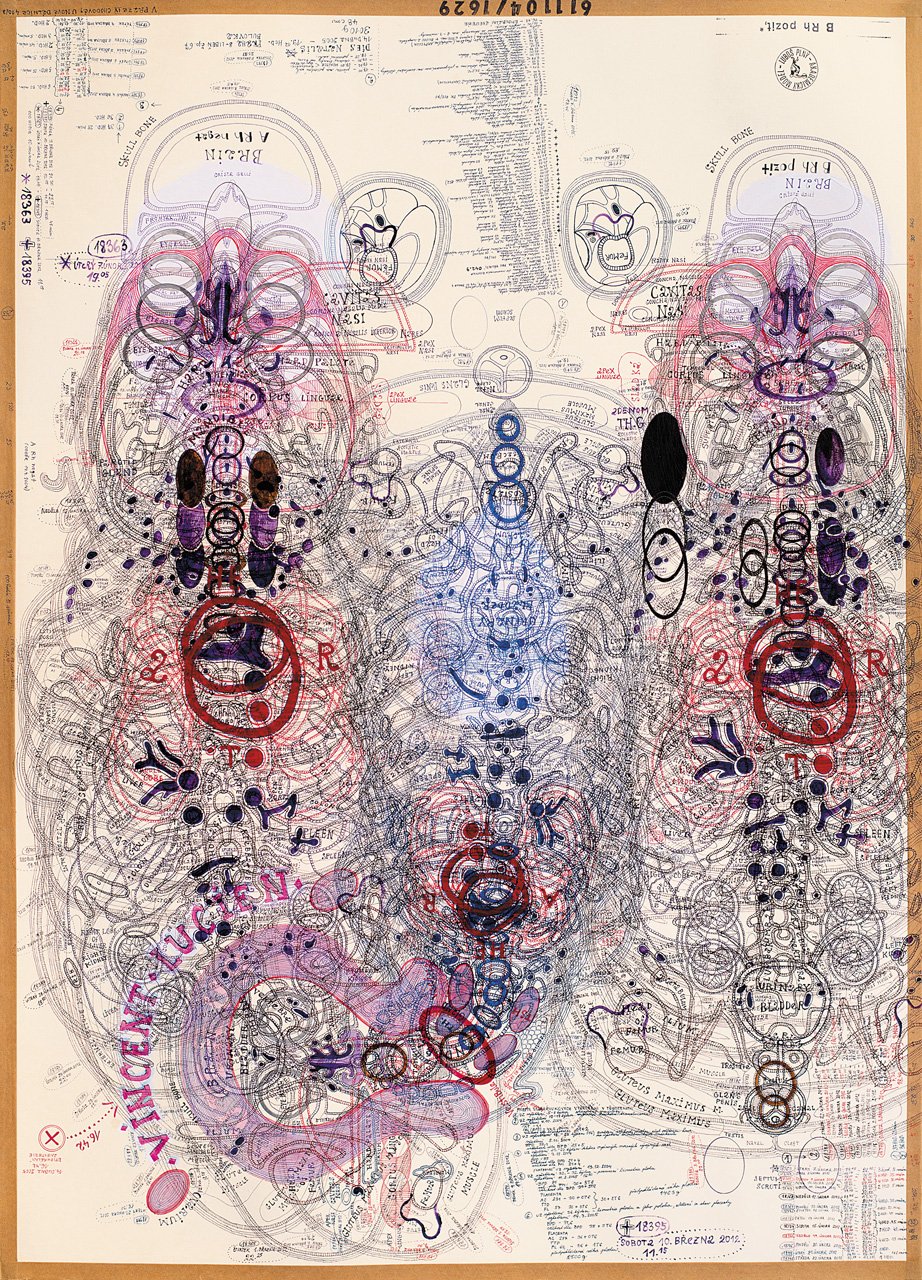
Luboš Plný, Bez názvu (2012), sbírka Bruno Decharme

### Kresba a malba
Ústředním námětem tvory Luboše Plného je lidské tělo, jeho fungování, limity a smrtelnost. Většinu jeho děl můžeme označit za „anatomické autoportréty“ na pomezí kresby a malby, konceptuálního umění a vědeckého projektu. Kresby barevnou tuší kombinuje s akrylovou malbou a koláží, doplňuje je i autentickými organickými prvky jako krev, vlasy, popel zesnulých rodičů, použitými zdravotnickými materiály, nebo „doličnými předměty“ z experimentů prováděných na vlastním těle.
Převážně lidské, ale výjimečně i zvířecí tělo zachycuje v horizontálních, vertikálních nebo laterálních průřezech, jako by na sebe skládal virtuální řezy pořízené tomografem. V jediném obraze často propojuje různé úhly pohledu. Precizně zaznamenává jednotlivé vrstvy: kůži, svalstvo, kosti, cévní systém i vnitřní orgány. Některé anatomické detaily (především hlavu a pohlavní orgány) provádí s důkladnou pečlivostí, jiné jen naznačuje či zcela vynechává. Obrazy těl jsou montáží, která je poskládána např. z kreseb podle anatomického atlasu z 19. století, rentgenových snímků, fotografií madon, modelek nebo exponátů anatomického muzea La Specola ve Florencii. Záznamy z různých epoch vyjímá z kontextu a propojuje do nových souvislostí se svým osobním příběhem. Soustředí se většinou na konkrétní události ve svém životě a svou anatomickou kresbu chápe především jako „mentální prostor“, jako rekonstrukci toho, co víme, spíše než zobrazení viděného.
Velkou inspirací pro Luboše Plného bylo narození syna Vincenta (2005), které dokumentoval v řadě svých děl. Po chirurgickém zákroku, kdy mu byla odstraněna část štítné žlázy, se tento orgán na jeho kresbách objevuje začerněný; někdy do nich zapojuje i autentickou fotodokumentaci z operace.
Nedílnou součástí každé kresby Luboše Plného jsou podrobné písemné záznamy které jsou zároveň jeho deníkem. Začátek i konec práce na každé kresbě označuje počtem dní, kterého k onomu datu právě dosáhl, a také symbolem hvězdičky a křížku. Systematicky zaznamenává i veškeré dílčí časové údaje, jako je například pauzy v kreslení.

### Konceptuální projekty a performance

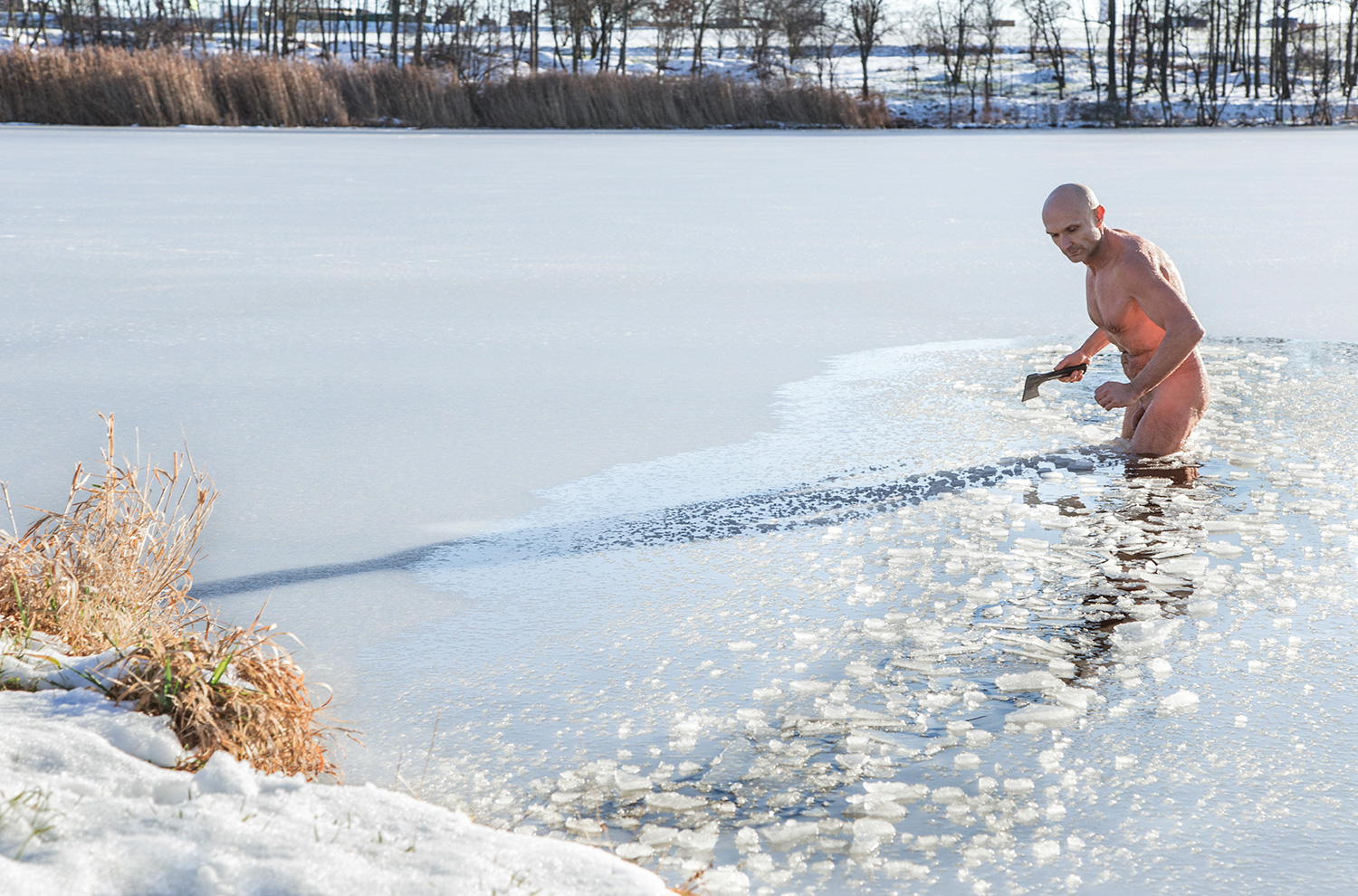
Martin Watch, Z cyklu Jedineční, Luboš Plný III, 2017

Prvním a pro samotného autora nejvýznamnějším projektem, jenž lze označit jako „konceptuální“ bylo celé šestileté období, kdy působil jako model na AVU s cílem získat titul „akademický model“. Během této doby, která se rovnala délce běžného studia, zdokonaloval svou postavu, studoval dějiny umění a nashromáždil obsáhlou dokumentaci čítající lékařské posudky, doporučení významných umělců či fotografie, na kterých pózoval v postojích postav z historie umění (Myronův Diskobolos, Rodinův Myslitel, Jan Křtitel Leonarda da Vinci, Smrt Marata od Jacques-Louise Davida ...). Projekt podpořilo grantem Centrum pro současné umění. Roku 1999 byla jeho žádost schválena uměleckou radou a v následujícím roce mu rektor AVU doc. Jiří T. Kotalík na závěrečné promoci v Anežském klášteře titul „akademický model“ slavnostně udělil. Od té doby označuje svá díla razítkem „akademický model Luboš Plný“, které používá namísto podpisu.
Svůj život důsledně dokumentuje v deníku, kam zapisuje každodenní výčet činností, osobní údaje o zdravotním stavu, meteorologické a astronomické jevy a doplňuje je výstřižky, zmenšenými fotografiemi a oficiálními dobovými dokumenty. Řada jeho děl má charakter vědeckého experimentu. Vede si záznamy o léčbě nemocí, různých tělesných procesech, např. o příjmu a výdeji tekutin, nebo o „kvalitě“ bavlněných žmolků z vlastního pupíku a jejich souvislosti s teplotou, aktuálním počasím, či druhem oděvu (Pupíkový deník). V dílech Otec a Matka popel každého ze svých rodičů, uložený ve skleněné laboratorní misce, obkroužil spirálou, ve které je drobným písmem zaznamenán každý jednotlivý den jejich životů.
Součástí tvorby Luboše Plného jsou také fotograficky zaznamenané performance a časosběrné projekty, v nichž sleduje proces vlastního stárnutí. S odstupem mnoha let se nechává fotografovat ve shodných pozicích a snímky propojuje v kolážích do nového artefaktu. Duševní a tělesné utrpení, ale také fyzicky prožívanou slast transformuje do uměleckých projektů, jejichž prostřednictvím se snaží uchopit limity vlastní fyzické existence (TZ, 2017). Nebrání se podstoupit konfrontaci s bolestí, která pro něj má katarzní dopad: V sérii fotografií zaznamenal svou drastickou performanci, při které si bez anestezie sešil ševcovskou nití okolí očí a ústa i obě předloktí.
Vytváří také trojrozměrné asambláže tzv. erotických pomůcek.

### Filmy a fotografické projekty
- Tobiáš Jirous, Velký vůz, 1997
- Vít Olmer, Zajíc v pytli, 2001
- Bruno Decharme, Rouge ciel, 2009
- Jaroslav Brabec, Orbis Artis, 2017

Luboš Plný byl portrétován fotografy Jaroslavem Brabcem, Mario Del Curtem (který soubor jeho portrétů vystavil v rámci projektu Art brut Live v DOXu, 2015), Bruno Decharmem, Vladimírem Štěpanským, Františkem Vaňáskem a Martinem Watschem v rámci jeho cyklu „Jedineční“. Roku 2016 se tento fotografický soubor dostal mezi finalisty prestižní ceny FEP FETA AWARD v Amsterdamu.

### Obrazy a fotografie

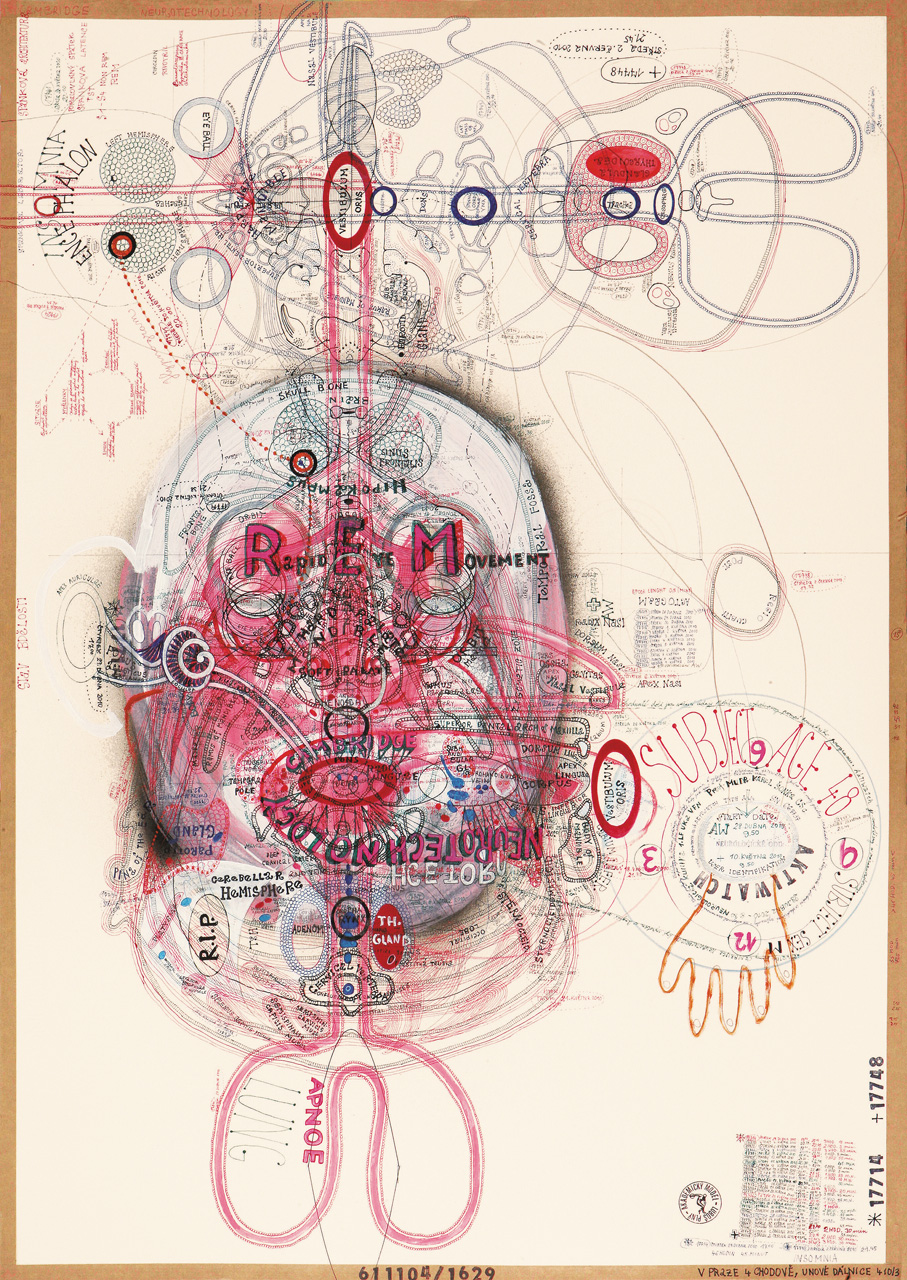
Luboš Plný, Bez názvu (2010)
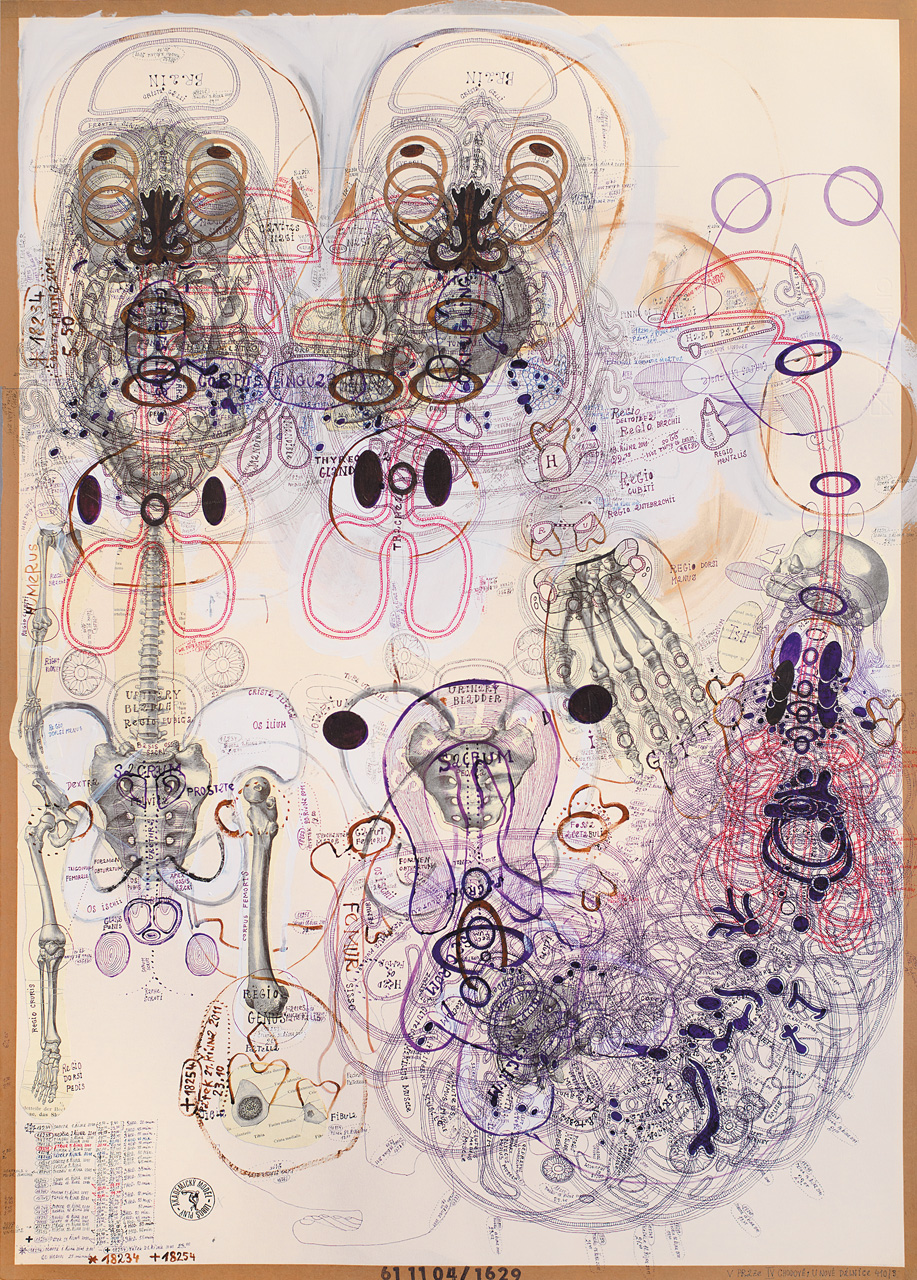
Luboš Plný, Bez názvu (2011)
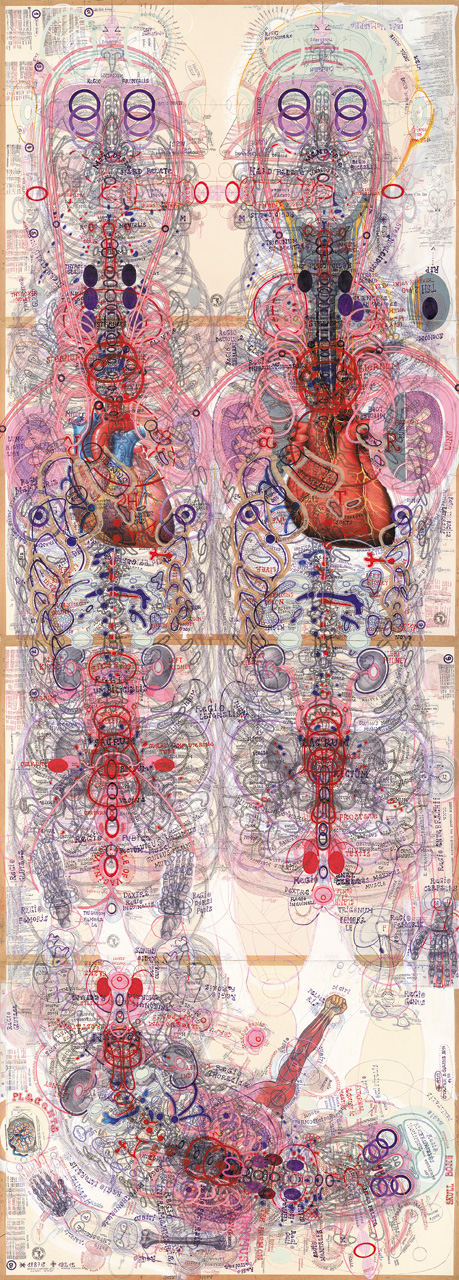
Luboš Plný, Bez názvu (2014)
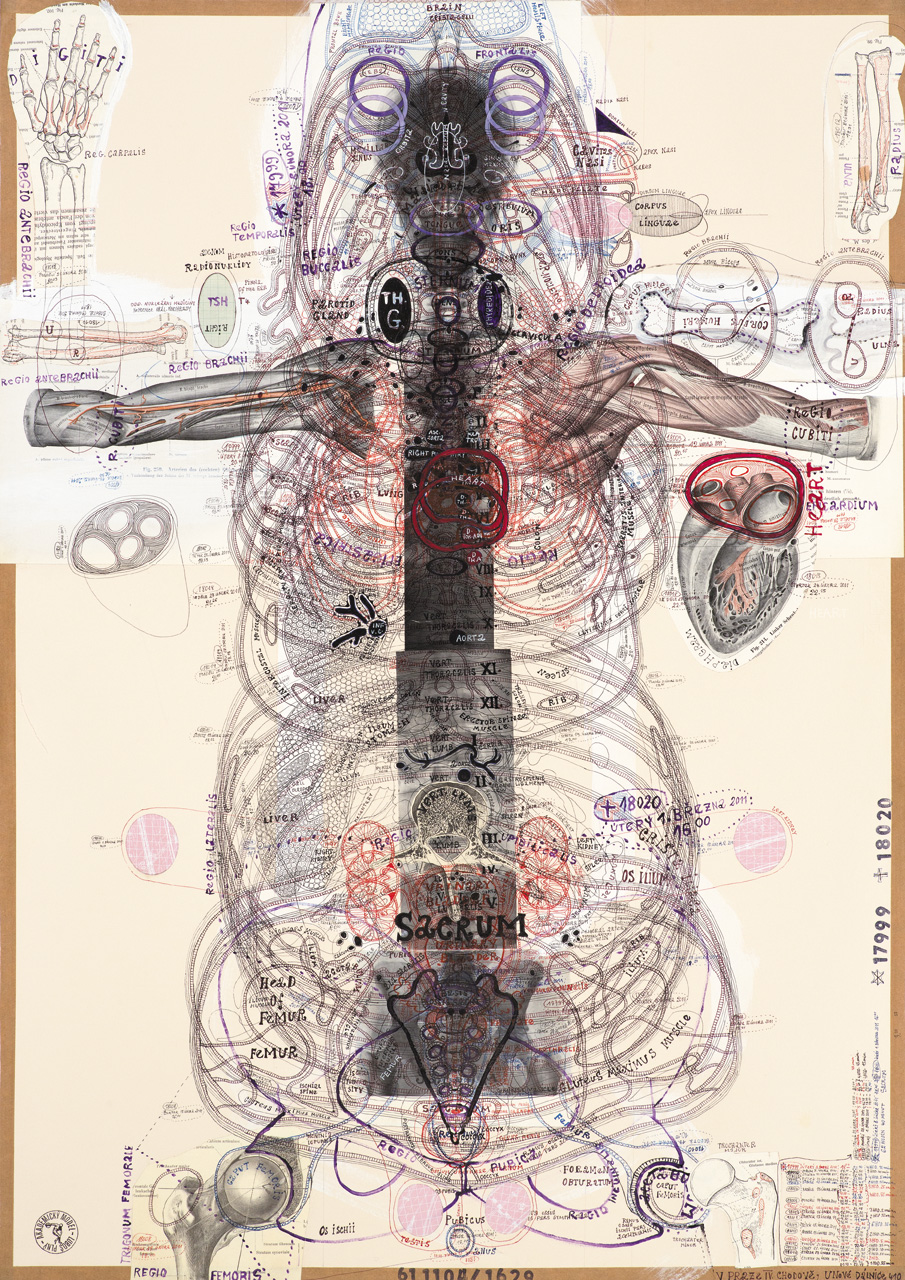
Luboš Plný, Bez názvu (2014)
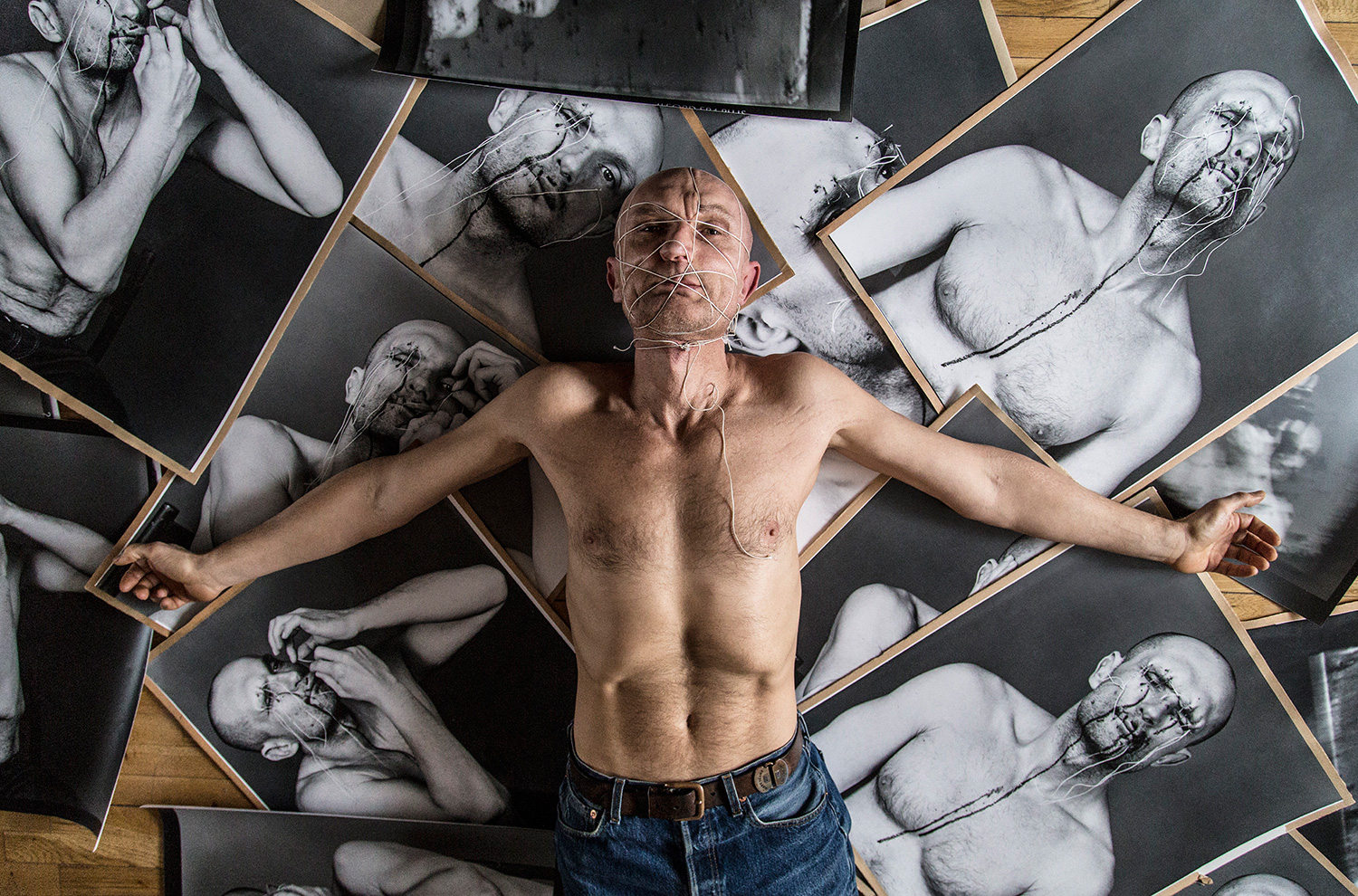
Martin Watch, Z cyklu Jedineční, Luboš Plný I, 2017
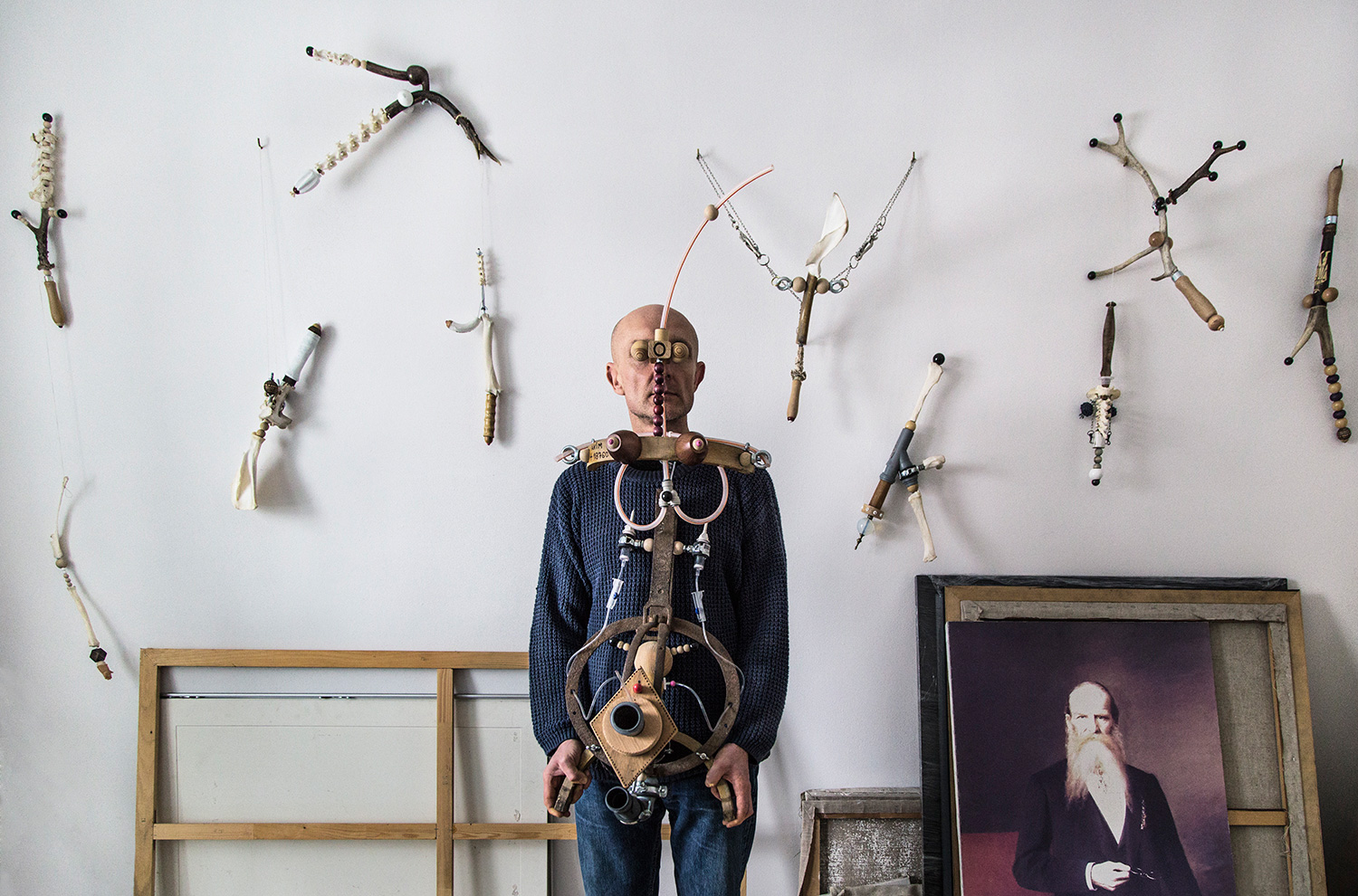
Martin Watch, Z cyklu Jedineční, Luboš Plný II, 2017
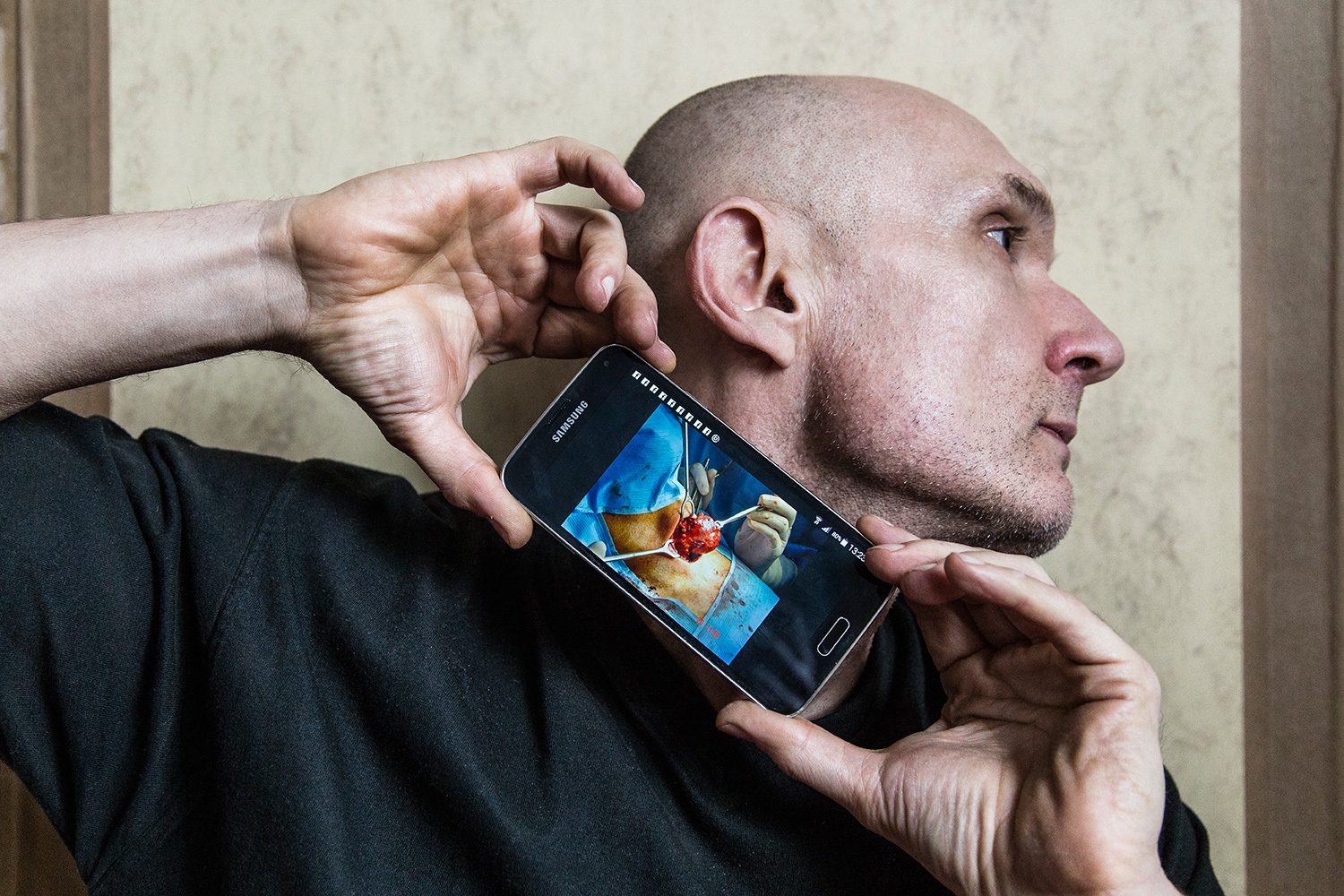
Martin Watch, Z cyklu Jedineční, Luboš Plný IV, 2017
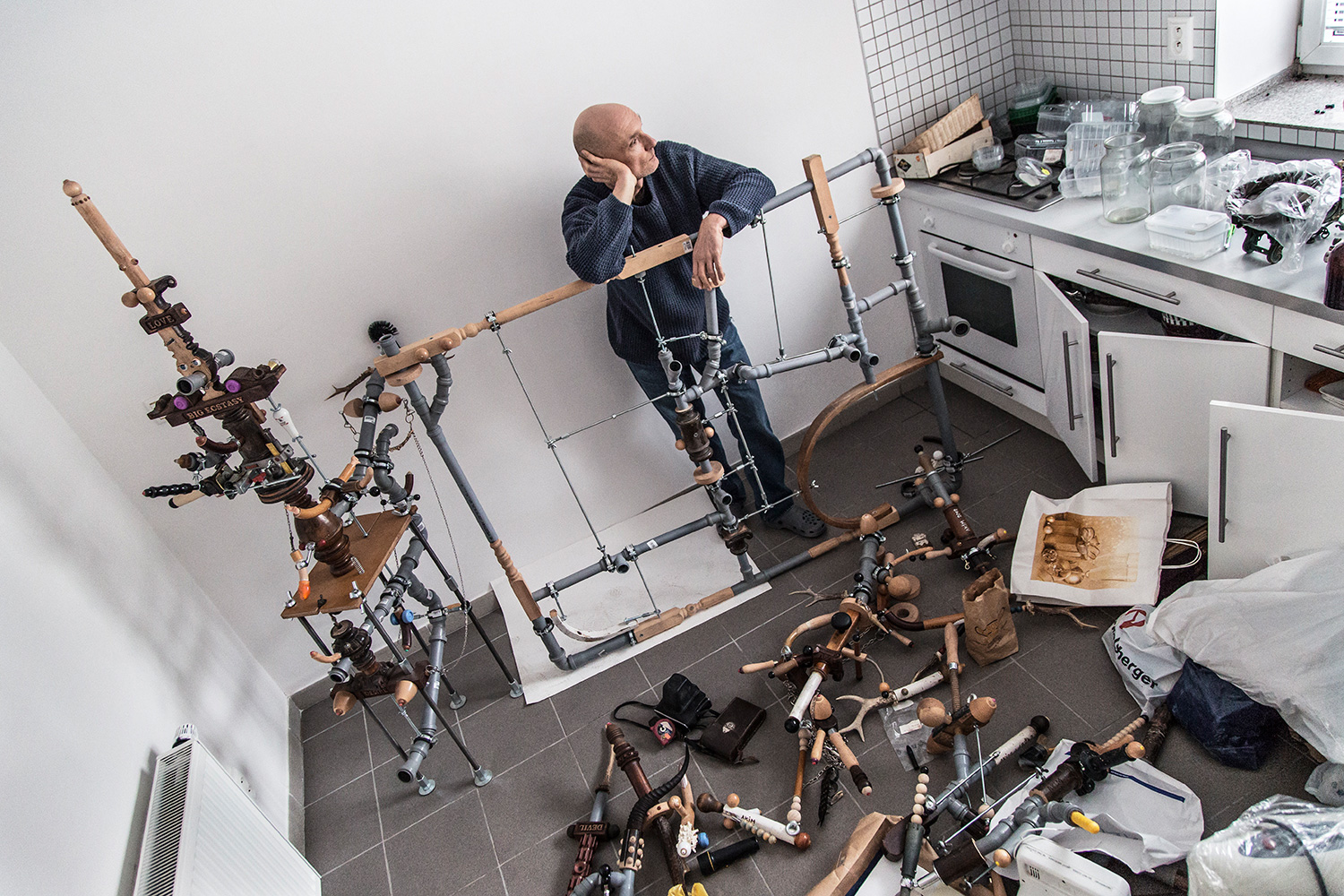
Martin Watch, Z cyklu Jedineční, Luboš Plný V, 2017

### Zastoupení ve sbírkách (výběr)
- Centre Pompidou, Paříž
- soukromé kolekce art brut a současného umění doma i v zahraničí

Plného dílo oficiálně zastupuje Česko-francouzská asociace abcd

### Výstavy

#### Autorské
- 1988 Pracovní uniformy, Vlastivědné muzeum Česká Lípa http://www.muzeumcl.cz/galerie.html Archivováno 18. 6. 2017 na Wayback Machine.
- 1993 Dobře zachované ostatky, Galerie Affa, Praha
- 2002 Zuby jsou bezvadný, ale dásně budou muset ven, Galerie Millenium, Praha
- 2003 Luboš Plný, Silvia Vurcfeldová - Chvála bláznovství III, Praha
- 2007 Body Electric, Cavin-Morris Gallery, New York
- 2009 Anatomia metamorphosis (společně s Annou Zemánkovou), abcd la galerie, Montreuil, Francie
- 2010 Anatomia metamorphosis. Fernand Desmoulin, Dwight Mackintosh & Luboš Plný. Institut Français d’Istanbul, Istanbul
- 2011 Anatomia metamorphosis (Anna Zemánková / Luboš Plný / František Dymáček), Museum Montanelli, Praha
- 2012 Anatomia metamorphosis (Anna Zemánková / Luboš Plný / František Dymáček), Sárská galerie, Palais Am Festungsgraben, Berlín
- 2012 Anatomia metamorphosis (společně s Annou Zemánkovou), Hyogo Prefectural Museum of Art; Hiroshima City Museum of Contemporary Art
- 2014 Timelessness – Zdeněk Košek / Luboš Plný, galeria Tak, Poznaň
- 2017 Luboš Plný: *13677 +20248, Artinbox Gallery, Praha
- 2017 Bodies Electric (společně s Annou Zemánkovou), Cavin-Morris Gallery, New York, NY
- 2022 Luboš Plný, Alšova jihočeské galerie, Wortnerův dům[9]

#### Skupinové (výběr)
- 2002 Měsíc bláznovství, Galerie Millennium, Praha
- 2003 Das endlose Rätsel. Dalí und die Magier der Mehrdeutigkeit, Stiftung Museum, Düsseldorf
- 2003 Trajectoire du rêve, du romantisme au surréalisme, Pavillone des Arts, Paříž
- 2003 Triptyque: abcd une collection de l´art brut, Salle Chemellier, Angers
- 2004 A corps perdu: abcd, une collection de l´art brut, Pavillone des Arts, Paříž
- 2005 Le chant des sirènes. L’automatisme dans l’art brut, abcd la galerie, Montreuil
- 2005 Měsíc bláznovství, Galerie Millennium, Praha
- 2005 System in Chaos: New Art Brut from the Czech Republic, Cavin-Morris Gallery, New York
- 2006 Monstra a monstra v nás, Galerie Millenium, Praha
- 2006 Art brut, Sbírka abcd, Dům U Kamenného zvonu, Galerie hlavního města Prahy, Praha
- 2007 Hating 4 Never, Cavin-Morris Gallery, New York
- 2007 Umění porodit, Artinbox Gallery, Praha
- 2008 Photo Genetics + Sentra Photo Thesis: Star Dust, Cavin-Morris Gallery, New York
- 2008 Chthonic Youth, Cavin-Morris Gallery, New York
- 2010 Plant Body, Animal Body, Cavin-Morris Gallery, New York
- 2010 Le monde à l’envers, Art brut de la collection abcd. Musée Guislain, Gent
- 2010 Body talk, Musée art et marge, Brusel
- 2011 Láska je slepá – sex je všude (Love is Blind - Sex is Elsewhere), Artinbox Gallery, Praha
- 2012 Discoveries and Recent Acquisitions, Christian Berst art brut, Paříž
- 2012 Rentrée hors-les-normes, Christian Berst art brut, Paříž
- 2012 Anatomia metamorphosis: Luboš Plný and Anna Zemánkova, Works from abcd Collection, MOCA Hiroshima
- 2013 Drawing Now, Galerie Christian Berst, Paříž
- 2013 Restless II - a Mix, Cavin-Morris Gallery, New York, NY
- 2013 Kdo lže, krade...?., Artinbox Gallery, Praha
- 2013 Metro Show, Cavin-Morris Gallery, New York, NY
- 2014 Le mur, oeuvres de la collection Antoine de Galbert, La Maison rouge, Paříž
- 2014 Art brut, collection abcd / Bruno Decharme, La Maison rouge, Paříž
- 2014 Art Brut - Masterpieces and Discoveries, Christian Berst art brut, Paříž
- 2014 Freshet: Old Loves, New Directions, Cavin-Morris Gallery, New York
- 2015 Art brut live: abcd collection / Bruno Decharme, DOX, Praha[10]
- 2015 Rhizome: New Grow that, Cavin-Morris Gallery, New York
- 2015 In Dreams Begin Responsibilities: 30 Years at Cavin-Morris Gallery, Cavin-morris Gallery, New York
- 2015 dRAW, Intuit, The Center for Intuitive and Outsider Art, Chicago
- 2015 preTENse, Christian Berst art brut, Paříž
- 2015 Du nombril au cosmos / Autour de la collection abcd/ Bruno Decharme. art & marges, Brusel
- 2016 Maverick, Cavin-Morris Gallery, New York
- 2016 Art brut: Breaking the boundaries, Treger-Saint Silvestre Collection. Olivia Creative Factory, São João da Madeira
- 2017 Art brut: a story of individual mythologies, works from Treger-Saint Silvestre Collection, Oliva Creative Factory, São João da Madeira
- 2017 Brut now: l'art brut au temps des technologies, Musées de Belfort, Belfort
- 2017 Viva Arte Viva!, mezinárodní expozice 57. Bienale Arte, Benátky

### Publikace
- Kol. autorů, Das endlose Rätsel. Dalí und die Magier der Mehrdeutigkeit, Ostfildern – Ruit: Hatje Cantz Verlag 2003.
- Gille, V. – Decharme, B., (eds.). A corps perdu. abcd, une collection d’art brut. Paris: Paris musées 2004.
- Decharme, B. (ed.), Journal n° 1 : Le Chant des Sirènes, l’automatisme dans l’art brut, Paris: abcd 2005.
- Cornevin, E.- Dvořák, V.: Monstra a monstra v nás / Monsters and Monsters within, Praha: galerie Millenium 2005.
- Decharme, B. - Safarova, B. - Zemánková, T. (eds).: abcd, sbírka art brut. Praha: abcd 2006.
- Rovderová, N., Umění porodit. Praha: Artinbox Gallery / Hnutí za aktivní mateřství 2007.
- Safarova, B. (ed.),Masterpieces of abcd collection, Shiga: Museum of Modern Art 2008.
- Zemánková, T., Art brut v kulturologické perspektivě. disertační práce. Praha: FFUK – katedra teorie kultury 2009.
- Decharme, B. (ed.), Journal n°4 : Anatomia Metamorphosis, Luboš Plný & Anna Zemánková. Paris: abcd 2009.
- Zemánková, T. - Safarova, B., Art brut: Anatomia Metamorphosis. Luboš Plný, 61 s., Praha: Galerie Montanelli 2011. ISBN 978-80-254-9588-9
- Safarova, B. – Zemánková, T. (eds.): Anatomia Metamorphosis: Luboš Plný & Anna Zemánková: Works from abcd Collection. Tokyo: Gendaikikakushitsu Publishers 2012.
- Jeřábková, K., Obrazy duše. Tvorba psychotiků v Čechách ve 20. století. bakalářská práce. FF MUNI Brno, 2013.
- Rovderová, N., Kdo lže, krade...?. Praha: Artinbox Gallery / Nakladatelství KANT 2013.
- Decharme, B. – Safarova, B. (eds.), Collection abcd / Bruno Decharme, Paris: abcd – Flammarion 2014.
- Safarova, B., ed.: art brut – collection abcd / Bruno Decharme, Lyon: Fage éditions / Paris: La maison rouge 2014.
- Szaefer, M.: Timelessness – Zdeněk Košek / Luboš Plný. Galeria Tak, Poznaň 2014.
- Fraitová, V., Art brut – případová studie, diplomová práce, Praha: Pražská vysoká škola psychosociálních studií 2014.
- Del Curto, M. - Zemánková, T. (eds.), Art Brut Live: Mario del Curto - fotografie, Praha: abcd / Bern: Till Schaap Edition 2015. ISBN 978-80-905168-5-4
- Decharme, B. - Safarova, B. - Zemánková, T. (eds.) Art brut live: abcd collection / Bruno Decharme, Praha: abcd 2015.

### Články v tisku (výběr)
- Zemánková, T. art projekt / Luboš Plný. Art & Antiques, květen 2003.
- Safarova, B., Anatomy lesson, Raw vision no. 87, 2014 On line Archivováno 26. 8. 2016 na Wayback Machine.
- Janíčková, A., Český art brut na uměleckém veletrhu v New Yorku, Kulturní noviny, 2015.On line
- Konrád, D. Na Benátském bienále bude vystavovat Luboš Plný, jeho umění vychází z anatomie i duševních stavů. Hospodářské noviny, 7.2. 2017.On line
- Philipe Dagen, A Venise, la Biennale prend l’art au sérieux, Le Monde, 11.5. 2017.
- Konrád, D., Luboš Plný ještě nedávno stál modelem, teď jako jediný Čech vystavuje na slavném Benátském bienále, Hospodářské noviny, 21.5. 2017 On line